# Bill Bruford
William Scott Bruford (nascut el 17 de maig del 1949 a Sevenoaks, Kent, Anglaterra), conegut com a Bill Bruford, és un percussionista caracteritzat pel seu alt nivell tècnic i per tenir un estil precís i amb profusió de poliritmes. Músic de prestigi internacional, ha estat reconegut tant per haver estat un dels pioners en la utilització dels instruments electrònics de percussió, com per haver elaborat un estil molt personal, fruit de la seva constant experimentació dins els àmbits del jazz i del rock progressiu.

## Context històric i evolució

### Yes (1a etapa)
Amb una formació eminentment jazzística, Bill Bruford va iniciar la seva carrera professional a finals dels anys 60 dins la primera i clàssica formació del grup britànic de rock progressiu Yes. Amb una formació on també hi havia Jon Anderson (veu), Peter Banks (guitarra), Tony Kaye (teclats) i Chris Squire (baix), Yes van fer dos discs (amb posterioritat s'ha publicat un doble CD d'aquesta formació amb enregistrats fets a la BBC):
- Yes (1969)
- Time And A Word (1970)
- Something's Coming (BBC 1969-1970)

El seu rock, marcadament influït tant pel llegat dels Beatles com per l'estètica hippy pròpia de finals dels anys 60, es transforma fins a esdevenir l'estil clàssic de Yes: rock progressiu amb llargs i imaginatius desenvolupaments insrtumentals, i una notable dosi de virtuosisme. Aquesta evolució fou afavorida per dos canvis de personal: Steve Howe va substituir Peter Banks a la guitarra, i Rick Wakeman va fer el mateix amb Tony Kaye als teclats. Aquesta formació de Yes enregistrà el que ha estat considerat com els millors discs de la banda:
- The Yes Album (1970)
- Fragile (1971)
- Close To The Edge (1972)

### King Crimson (1a etapa)
El doble disc en directe Yessongs, que es va publicar tot seguit, encara incloïa alguna cançó amb Bruford però el mateix any 1972 el bateria va acceptar l'oferiment del líder del grup King Crimson, el guitarrista Robert Fripp, per unir-se a la nova formació del grup, on per primer cop Bruford va tenir un company a la secció de percussió: Jaimie Muir. Posteriorment Fripp ha declarat que en aquella època va cercar un percussionista provinent del jazz progressiu (Muir) i el bateria del grup de rock Yes (Bruford), sense imaginar-se que el primer resultaria ser massa experimental i el segon sorpressivament jazzístic. L'estada de Muir a la banda fou molt curta i només el podem sentir al primer disc, Larks' Tongues In Aspic (1972), però cal dir que posteriorment s'edità un directe, dins la sèrie King Crimson Collector's Club, que recull un concert de la banda encara amb els dos percussionistes. L'absència de Muir va propiciar que Bruford assumís el paper de multipercussionista, afegint tota mena d'instruments al seu kit de bateria.
La banda era formada, doncs, per Muir, Bruford, Robert Fripp (guitarra i mel·lotró), David Cross (violí i mel·lotró), i John Wetton (veu i baix). Bona part del material de King Crimson eren complexos composicions i altra part eren veritables improvisacions (majoritàriament en directe) que es feien partint del no res (a diferència del que hom anomena habitualment improvisació i que de fet són jams, en què els instruments solistes improvisen sobre una base rítmica o un tema establert); també cal esmentar la sèrie de cançons marcadament melòdiques i líriques sobre textos de Richard Palmer-James. Aquesta formació de King Crimson va fer pocs discs (però posteriorment han anat apareixent nombroses edicions de material en directe d'aquella època):
- Live At The Beat Club (1972). Editat l'any 1999 dins la sèrie King Crimson Collector's Club.
- Larks' Tongues In Aspic (1972). El primer disc que va publicar aquesta formació de King Crimson.
- Straless And Bible Black (1973). Inclou parts enregistrades en directe i d'altres en estudi.
- Red (1974) Darrer disc que va publicar aquesta formació de King Crimson.
- USA (1974). Directe no reeditat mai i que va esdevenir objecte de col·leccionisme fins que l'any 2002 s'edità en CD.
- The Great Deceiver (1973-1974). Recull de concerts en forma de caixa de quatre CDs publicada l'any 1992 i remasteritzada i reeditada l'any 2004.
- The Night Watch (1973). Doble CD publicat el 1997 que recull el concert sencer d'on es van extreure algunes cançons per al disc Starless And Bible Black.
- Live in Heidelberg, 1974 Editat l'any 2005 dins la sèrie King Crimson Collector's Club.

### Fusió de finals dels 70
La dissolució de King Crimson va deixar les portes obertes als seus membres per a diversos projectes en solitari i col·laboracions. En aquesta etapa Bruford comença a fer servir els primers elements de percussió elèctrica i tendeix a practicar un rock molt virtuós, clarament progressiu i amb forta influència del jazz fusion que està sorgint a la darrera meitat dels anys 70. Sota el nom de 'Bruford' va publicar diversos discs:
- Feels Good To Me (1977). Amb la presència d'Allan Holdsworth (guitarra) i Jeff Berlin (baix), i Annette Peacock (veu).
- One Of A Kind (1978). El darrer disc amb participació d'Holdsworth.
- The Bruford Tapes (1979). Enregistrat en directe.
- Gradually Going Tornado (1980). Amb participació de Jeff Berlin.
- Master Strokes (1986). Recopilació amb alguna cançó dels dos discs que va fer amb el teclista Patrick Moraz, Music For Piano And Drums (1983) i Flags (1985).

Com a conseqüència de l'amistat i de la relació professional que havia mantingut amb Phil Collins (amb qui havia tocat al grup Brand X), Bruford va participar, amb caràcter temporal i per ajudar a minimitzar els problemes derivats de la sortida de Peter Gabriel, a la gira de Trick of The Tail que Genesis van fer l'any 1976. El disc en directe Seconds Out (1977) inclou fragments que documenten el pas de Bruford per aquesta banda.
El 1977 fou l'any de la formació de l'efímer grup U.K., integrat per l'excrimsonià John Wetton (veu i baix), Eddie Jobson (teclats i violí), Allan Holdsworth (guitarra), i Bill Bruford. Amb aquesta formació només van fer un disc. Va ser una unió un xic forçada de músics virtuosos del rock progressiu del moment i, tot i que van aconseguir fer una obra aclamada per la crítica, el projecte fou efímer. Amb la sortida de Bruford i Holdsworth, U.K. van esdevenir un trio i van fer un segon disc i un directe (amb Terry Bozzio a la bateria). L'any 1997 van tenir lloc algunes sessions d'enregistrament del que havia de ser un nou disc de U.K. amb la participació d'alguns col·laboradors de luxe com Tony Levin, Francis Dunnery, i Steve Hackett, però el disc no es va arribar a publicar.

### King Crimson (2a etapa)
L'any 1981, Robert Fripp organitzà la reunió de King Crimson. A la nova formació, només Bruford i Fripp havien format part dels King Crimson dels anys 70. Les noves incorporacions foren l'exZappa, exDavid Bowie, i exTalking Heads, Adrian Belew (veu i guitarra), i el virtuós multibaixista, assidu col·laborador de Peter Gabriel, Tony Levin (que es caracteritza per tocar un instrument que integra les característiques del baix i la guitarra, el stick bass). Encoratjat per Fripp, Bruford reinterpreta les funcions tradicionals dels diversos instruments que formen la bateria. Segueix combinant elements acústics i elèctrics, i arriba al seu cim creatiu pel que fa a una de les seves característiques: el domini de la matemàtica del temps. Recolzat per la línia compositiva de Fripp, sovintegen els temps compostos, els poliritme, però sempre dins un esquematisme sorprenent, a voltes destinat únicament a marcar el temps (el compàs) d'un fragment o una cançó. Belew intervé puntualment fent alguna percussió harmònica en algunes cançons i fent de metrònom per a les variacions de Bruford a d'altres (cal destacar la introducció/solo de bateria d'Indiscipline que el grup feia en directe). D'aquesta època és el videu didàctic Bruford And The Beat (1982). Aquesta encarnació de Crimson només va fer tres discs en estudi, però hi ha més material editat posteriorment:
- Discipline (1981)
- Beat (album) (1982)
- Three Of A Perfect Pair (1984) Darrer disc publicat durant l'etapa d'activitat d'aquesta formació de King Crimson.
- Absent Lovers (1984). Doble disc en directe que documenta el darrer concert d'aquesta formació de la banda, publicat l'any 1998.
- The Noise: Live At Frejus (1982). Filmació d'un concert publicada íntegrament com a part del DVD Neal and Jack and Me - Live 1982-1984.
- Live at Cap d'Agde (1982). Editat l'any 1999 dins la sèrie King Crimson Collector's Club.
- Three Of A Perfect Pair: Live In Japan (1984). Filmació en directe de la darrera gira, publicada íntegrament com a part del DVD Neal and Jack and Me - Live 1982-1984.

### Earthworks (1a etapa)
Fruit d'una nova dissolució de King Crimson, Bruford va fundar Earthworks amb la intenció d'esdevenir una plataforma de consolidació i difusió internacional dels millors músics de l'escena jazzística britànica. A la seva primera etapa, els Earthworks eren Django Bates (teclats i instruments de vent), Ian Ballamy (instruments de vent), Mick Hutton o Tim Harries (baix), i Bill Bruford, que tocava un instrument format per fragments de bateria acústica i el que ell anomenava chordal drums (un sistema de bateria elèctrònica que permet triar el so i poder simular, per exemple, una marimba). Aquesta formació dels Earthworks practicava un estil a mig camí entre el jazz fusion dels vuitanta, King Crimson, i les restes o derivats, encara, del be-bop. Un dels objectius principals del grup es va assolir, i fou així com alguns dels seus membres van començar a adquirir compromisos professionals a nivell internacional. Earthworks van publicar quatre discs:
- Earthworks (1987)
- Dig? (1989). Amb Tim Harries al baix.
- All Heaven Broke Loose (1991)
- Stamping Ground (1994). Enregistrat en directe.

Els anys 80 també van permetre Bruford fer dos discs de duet amb el teclista Patrick Moraz, Music for Piano and Drums (1983) i Flags (1985). La dissolució de la formació de King Crimson dels anys 80 també va permetre Bruford participar en discs com Renaissance Man (1984) de Jamaladeen Tacuma, Go Between (1987) del Nieuwe Slagwerksgroep Amsterdam (Nou Grup de Percussió d'Amsterdam), Cloud About Mercury (1987) de David Torn (amb Tony Levin), The Spice Of Life (1987) i The Spice Of Life Too (1988) del japonès Kazumi Watanabe, Turbulence (1991) de Steve Howe, Chijoh No Rakuen (1994) del teclista japonès Joe Hisaishi (on també hi participen David Cross i Ian Ballamy), o Burning For Buddy (1994), el disc de tribut al llegendari bateria de jazz Buddy Rich.

### Yes (2a etapa)
L'any 1989 es va projectar una reunió de la formació clàssica de Yes però el baixista Chris Squire no va voler prendre'n part. Davant la impossibilitat legal de fer servir el nom de Yes sense el seu vistiplau, van haver d'actuar sota el nom d'Anderson, Bruford, Wakeman, Howe i van publicar un disc homònim el (1989). Immersos dins la sofisticació sonora dels anys 80, i amb la luxosa col·laboració de Tony Levin al baix, que va ser vist com a massa comercial per alguns amants del so del grup als setanta o de les obres més experimentals de Bruford. El tàndem Bruford-Levin s'havia anat consolidant a King Crimson durant els vuitanta com una de les seccions rítmiques tècnicament més precises i competents del rock, i això es va notar als concerts dels nous "Yes", on un dels grans moments de cada concert era el duet de baix i bateria. A la gira americana van haver de canviar de baixista i el substitut fou Jeff Berlin, que adoptà un paper menys creatiu que Levin, tot limitant-se a acompanyar el repertori i seguir fidelment les parts de Squire. Posteriorment es va publicar un doble CD d'aquest tram de la gira (del qual també existeix la filmació), An Evening Of Yes Music Plus (1989). El solo de Bruford en aquest directe mostra el seu vessant més espectacular i permet sentir tota la varietat de sons de percussió elèctrica que combinava amb la bateria acústica tradicional.
Mentre Anderson, Bruford, Wakeman, Howe (i Levin) enregistraven el que havia de ser el seu segon disc, els Yes "oficials" n'enregistraven el seu als Estats Units. Es va voler organitzar una unió artificial d'ambdues faccions tot ajuntant a un únic disc el que havien enregistrat per separat, i fou així com sota el nom de Yes es va publicar el disc Union (1990). Excessivament produït, el disc sorprèn per tenir grans moments, que fins i tot recorden als Yes de les millors èpoques, i inclou un curt duet de Bruford i Levin.

### King Crimson (3a etapa)
L'any 1994 va tenir lloc una nova reencarnació de King Crimson. En aquest cas, Robert Fripp va concebre la idea d'un doble trio (de fet un sextet) amb els King Crimson dels vuitanta i les incorporacions de Trey Gunn (amb un instrument semblant al stick bass) i Pat Mastelotto (percussió acústica i elèctrica). Un altre cop hi havia dos percussionistes a King Crimson, i van crear un complex sistema de percussions complementàries. Una de les directrius de treball del grup és que s'ha de mirar que mai hi hagi més de dos músics tocant estríctament el mateix a una cançó. D'aquesta manera es fomenta la participació individual amb aportacions diferenciades de cada músic al conjunt del sextet. Naturalment, els bateries no poden "acompanyar el grup" segons el sistema tradicional, sinó que han de cercar la manera de no superposar-se, tot fent parts complementàries, creant el que Bruford ha descrit com un sistema en què una roda gira dins una altra roda, a diferents velocitats però plegades. Això obliga els dos percussionistes a estar sempre atents a la feina del seu company. Aquest sextet de King Crimson va publicar diverses obres i es va mantenir en actiu fins a l'any 1997:
- The VROOOM Sessions (1994). Editat l'any 1999 dins la sèrie King Crimson Collector's Club.
- VROOM (1994). Disc curt que recull el resultat immediat i espontani dels primers assaigs de reunió.
- THRAK (1994). El disc de llarga durada d'aquesta formació.
- Official Bootleg – Live In Argentina (1995). Doble CD que recull el primer concert de la gira.
- THRaKaTTaK (1995). Recull de diverses improvisacions de la segona part de la gira.
- Live In Japan (1995). Videu en directe.
- Deja VROOM (1995). Edició en DVD del videu Live In Japan.
- King Crimson On Broadway (1995). Doble directe editat l'any 1999 dins la sèrie King Crimson Collector's Club.
- Mexico City (1996). Enregistrament oficial que va estar disponible per descàrrega a la web de Discipline Global Mobile durant un cert període.
- King Crimson: VROOOM VROOOM (1995-1996). Doble CD en directe. El primer disc és un recull del concert a Mèxic i el segon disc és part del concert de Nova York que va aparèixer sencer com a King Crimson On Broadway.
- Nashville Rehearsals, 1997 Enregistrament que documenta els assaigs del que havia de ser el segon disc d'estudi de la formació de King Crimson com a sextet.

L'any 1996, Fripp va idear un nou mètode de treball per al que havia de ser el proper disc de King Crimson, i que consisteix a crear combinacions de músics com a petits subgrups del sextet. Aquests grups, anomenats Projekcts (i numerats de l'1 al 4) van fer petites gires i enregistraments on interpretaven música en gran part improvisada com a base de treball i experimentació d'idees per al futur disc. Bruford, integrant de ProjeKct One apareix a alguns discs d'aquestes formacions de treball:
- King Crimson: The Projekcts (1997-1999). Caixa de 4 CDs, el primer dels quals és de ProjeKct One.
- ProjeKct One - Jazz Cafe Suite, December 1 - 4, 1997 Editat l'any 2000 dins la sèrie King Crimson Collector's Club.

Divergències musicals van tenir com a resultat la sortida de Bruford i Levin abans que el grup enregistrés el seu proper disc, The ConstruKction Of Light (2000). La successió de projectes filials de King Crimson va permetre Bruford participar en projectes com el disc If Summer Had It's Ghosts (1997) amb Ralph Towner (piano i guitarra), i Eddie Gomez (contrabaix), on trobem un jazz eminentment acústic.

### Earthworks (2a etapa)
L'any 1998 es va crear l'efímer grup Bruford Levin Upper Extremities (B.L.U.E.), que van publicar un primer disc homònim i van fer una gira de la qual va aparèixer el doble disc en directe Blue Nights (2000). Els companys dels dos membres de King Crimson en aquesta banda eren el guitarrista David Torn i el trompetista Chris Botti, i van fer una barreja entre el jazz i el rock més agosarats amb inevitables influències de King Crimson (la meitat del grup en pertanyia).
L'any 1998 també fou l'any d'inici de la segona etapa d'Earthworks, aquest cop amb la companyia de Patrick Clahar (saxos), Mark Hodggson (contrabaix), Steve Hamilton (teclats). Aquesta formació va publicar A Part, And Yet Apart (1999). Tot i que part de la crítica va trobar a faltar l'experimentació de la percussió electrònica dels primers Earthwoks, el disc va ser rebut molt favorablement i la nova formació va començar a girar a nivell internacional. Aquesta formació dels Earthworks, seguint la tendència general dels anys 90, es presentà en format de quartet de jazz clàssic, amb contrabaix, teclista que toca gairebé exclusivament piano, i Bill Bruford amb una bateria acústica (muntada amb una disposició insòlita, conseqüència de la nova concepció que el veterà bateria havia elaborat amb relació a la manera com abordar la interpretació de música amb aquest instrument). El segon disc d'aquesta elegant formació, The Sound Of Surprise (2001), segueix la línia del seu predecessor i la seva grira va tenir la col·laboració del guitarrista Larry Coryiel durant alguns concerts. Tot seguit va aparèixer el doble CD enregistrat a Londres l'any 2001, Footloose and Fancy Free, i el DVD enregistrat a Nova York l'any 2001, Footloose in NYC. L'any 2004, Tim Garland va substituir Patrick Clahar al (saxo) i el grup va publicar el directe Random Acts of Happiness (2003), enregistrat a Oakland (Califòrnia), després del qual va tenir lloc la substitució de Steve Hamilton per Gwilym Simcock (piano). L'any 2004, Bruford va col·laborar amb el pianista Michiel Borstlap, cosa que va donar com a resultat l'edició del disc Every Step A Dance, Every Word a Song, publicat simultàniament amb un DVD enregistrat en directe i amb contingut diferent. A finals del 2004 va néixer el projecte Earthworks Underground Orchestra, un grup amb format de big band que actuà durant sis dies del mes de desembre a Nova York. Per al 2006 està prevista l'edició d'un disc que documenti l'efímer projecte.

## Discografia representativa
- Yes: Close To The Edge (1972)
- King Crimson: The Great Deceiver (1973-1974). Recull de concerts en forma de caixa de quatre CDs publicada l'any 1992 i remasteritzada i reeditada l'any 2004.
- Bruford: Feels Good To Me (1977)
- U.K.: U.K. (1977)
- King Crimson: Absent Lovers (1984). Doble disc en directe que documenta el darrer concert d'aquesta formació de la banda, publicat l'any 1998.
- Earthworks: Stamping Ground (1994). Enregistrat en directe.
- Anderson, Bruford, Wakeman, Howe: An Evening Of Yes Music Plus (1989)
- King Crimson: VROOOM VROOOM (1995-1996). Doble CD en directe que recull actuacions a Mèxic a Nova York.
- Bruford Levin Upper Extremities: Blue Nights (2000)
- Earthworks: Footloose and Fancy Free (2001)